# BSAT 3c
BSAT 3c (auch JCSAT-110R genannt) ist ein kommerzieller Kommunikationssatellit der japanischen Broadcasting Satellite System Corporation und der SKY Perfect JSAT Corporation.
Er wurde am 6. August 2011 um 22:54 Uhr UTC mit einer Ariane 5 ECA vom Centre Spatial Guyanais zusammen mit Astra 1N in eine geostationäre Umlaufbahn gebracht. Dies war der 203. Start einer Ariane-Rakete, der 59. einer Ariane 5 und der 32. der ECA-Version. Der Start war zunächst für den 1. Juli 2011 geplant, musste aber wegen eines vereisten und daraufhin ausgetauschten Ventils im System für den flüssigen Wasserstoff und darauf noch einmal kurz wegen schlechtem Wetter verschoben werden.
Der dreiachsenstabilisierte Satellit ist mit zwei Sätzen von je 12 Ku-Band-Transpondern ausgerüstet und soll von der Position 110° Ost aus Japan mit Fernsehen versorgen. Der von Lockheed Martin gebaute Satellit basiert auf dem A2100A-Satellitenbus und besitzt eine geplante Lebensdauer von 16 Jahren. Der Vertrag zum Bau von BSAT 3c erfolgte Anfang 2009.